# Opius tantalus
Opius tantalus är en stekelart som beskrevs av Fischer 1968. Opius tantalus ingår i släktet Opius och familjen bracksteklar. Inga underarter finns listade i Catalogue of Life.